# Abraveses
Abraveses é uma freguesia portuguesa do município de Viseu, com 11,95 km² de área e 8350 habitantes (censo de 2021). A sua densidade populacional é 698,7 hab./km².
Tem sede na vila homónima de Abraveses que foi elevada à categoria de vila pela Lei n.º 87/97 de 24 de julho.

## Demografia
A população registada nos censos foi:
| Distribuição da População por Grupos Etários | Distribuição da População por Grupos Etários | Distribuição da População por Grupos Etários | Distribuição da População por Grupos Etários | Distribuição da População por Grupos Etários |
| -------------------------------------------- | -------------------------------------------- | -------------------------------------------- | -------------------------------------------- | -------------------------------------------- |
| Ano                                          | 0-14 Anos                                    | 15-24 Anos                                   | 25-64 Anos                                   | > 65 Anos                                    |
| 2001                                         | 1582                                         | 1327                                         | 4397                                         | 740                                          |
| 2011                                         | 1452                                         | 976                                          | 4919                                         | 1192                                         |
| 2021                                         | 1162                                         | 929                                          | 4527                                         | 1732                                         |

## História e origem do nome
Viseu era uma localidade muito importante no tempo da Roma antiga, pois afluíam a esta localidade algumas das mais importantes vias provenientes de outras localidades e da capital do império.
Os Romanos mandaram construir, para defesa da localidade, uma muralha em forma de octógono, muralha essa que ocupava uma extensa área entre o Rio Pavía e a Ribeira de Santiago, que atualmente tem o nome de Cava do Viriato. Esta praça foi refúgio para legiões romanas quando eram atacadas por bandos, pelos Lusitanos liderados por Viriato.
Da bravura e furor com que os povos locais combatiam, julga-se ter nascido o nome de À Braveses, que mais tarde deu origem a Abraveses.
Outra versão ou lenda que poderá ter dado nome a esta terra, por muitos apelidada do centro do mundo, terá origem na localização de uma das portas da muralha que dava saída para o caminho romano, a qual só abria às vezes Abras Vezes.
Uma outra versão, talvez mais recente, afirma que a evolução do nome teve como base a existência de um povo, os Bravalenses ou Barbarenses', que haviam habitado o "local de vegetação bárbara". Assim, por evolução fonética, Abralveses e mais tarde Abraveses.

## Divisão Administrativa

### Antiga Divisão
Em Novembro de 1890, surgia a Freguesia de Abraveses, com independência administrativa. Contudo continuava a ser um "curato da Sé", estando assim sujeita à orientação e jurisdição do seu pároco. Veio a tornar-se, tempos mais tarde, também independente.
A Freguesia de Abraveses era constituída nesse tempo pelas povoações de Pascoal, Moure de Carvalhal, Póvoa de Abraveses, Esculca, Santiago, Aguieira, Santo Estêvão e Abraveses, ao centro.

### Nova Divisão
A atual freguesia viu diminuída a sua acção no campo território|territorial e em termos demográficos e culturais.
Deixaram de pertencer à freguesia a quase totalidade de Santiago, Esculca, uma parcela importante da Póvoa de Abraveses (Cava do Viriato), Agueira, Azenha, a maior parte da Estrada Velha, Quinta da Bela Vista e toda a Avenida da Bélgica. Contudo, esta amputação territorial trouxe um rápido crescimento demográfico através da construção de novos bairros como: Santo Estêvão, Orgens, Santa Rita, Marinho, Pais da Costa, Santa Luzia, Barroca e fundo da Barroca.

## Paróquia e orago
A Paróquia de Abraveses, da Diocese de Viseu, que engloba as povoações de Abraveses, Aguieira, Carvalhal, Esculca, Moure de Carvalhal, Pascoal, Póvoa, Santo Estêvão e São Tiago, tem por orago Nossa Senhora dos Prazeres.

## Tradições Culturais
Muitas das tradições Abravesenses perderam-se no tempo ou morreram com os mais velhos.

### A Balsa
A Balsa era o nome dado pelos habitantes da região ao esmagamento da uva.
"Os homens e rapazotes já feitos, faziam seus planos. Estavam perto as vindimas e era preciso ajudar os Senhores de algumas quintas nos trabalhos de esmagamento das uvas em grandes balseiros ou nos lagares feitos em granito da região. Lavados os pés e fazendo o sinal da cruz, salta cada um ao seu lugar, em que o sumo cobrirá, no primeiro caso, muitas vezes todo o corpo até aos ombros e os deixa quase sem fôlego. Entre dichotes e anedotas, o saboroso néctar do ano anterior cria mais alegria e desafia cantares à desgarrada. Após o profícuo trabalho de duas a três horas, chegar ao fim é o desejo de todos. Lauta ceia espera o grupo nos bastidores, que ao mosto soube transmitir, no seu rodopio constante ou na cadente marcha em fila, grande parte do seu calor e da sua esfuziante alegria. Depois de bem comidos e "regados" e cigarrilha bem fumada, voltam a casa dormir calmamente um sono reconfortante." [carece de fontes?]

### Janeiras
A cultura também está presente na comunidade de Abraveses. Há algumas tradições culturais que têm sobrevivido ao longo dos tempos: Janeiras, Carnaval, o Amentar das Almas. Para tal têm contribuído as diversas associações que existem pela Freguesia de Abraveses.
Hoje em dia, o Rancho Folclórico de Abraveses e os "Pauliteiritos" com o seu Grupo de Cantares de Janeiras, saudosos de outros tempos, cantam as Janeiras. Em 2011, também o Grupo de Escutas de Abraveses se juntaram a esta tradição.

### Grupo Coral de Abraveses
O Grupo Coral e Juvenil de Abraveses, fundado em 1 de Outubro do ano de 1978, pelo Professor Armando Costa, e co-fundado por Virgílio de Campos Lourenço, foi desde o seu início considerado o centro dinamizador da cultura musical em Abraveses.
Foi este grupo, inicialmente constituído por jovens dos doze aos vinte e quatro anos, ensaiando como e onde podiam, e de cariz essencialmente litúrgico, que deu origem a este agrupamento, que passou a ter a designação atual desde 1994.
Foi muito grande o seu entusiasmo e muito maior a sua preocupação na aquisição de instrumental necessário, inclusive a compra de órgão próprio, lançando a ideia e a prática de subscrição e rifas de objetos amavelmente oferecidos. Esse órgão ainda existe e serve aos atos litúrgicos da Igreja Matriz.
Foi em Novembro de 1996 que o Grupo Coral de Abraveses participou na gravação de um duplo “CD” intitulado "Os melhores coros da Região Centro", com quatro peças do seu reportório.
Atualmente a regência e direcção coral está entregue ao Professor Rodrigo Silva.

### A Tuna
As tendências musicais deste povo remontam, certamente, a muitos anos da sua existência como freguesia, mas tornaram-se notórias com o aparecimento da Tuna de Abraveses, que abrilhantou muitos arraiais das redondezas e animava as festas populares locais ou, percorrendo, nas noites quentes, as ruas da aldeia, se quedava, em serenatas, sob as janelas de moçoilas casadoiras da Terra.
Falar da Tuna, que estendia seus braços de amizade e função a componentes da Póvoa de Abraveses, Moure e Pascoal e não mencionar alguns dos seus elementos, já quase todos na "Terra da Verdade", seria praticar um ato de injustiça e de incompreensível esquecimento.
Desaparecido o Martinho, mestre de muitos instrumentos e albofre de muitas vocações, o Graciano e o Bucha nos violões, esquecido o Santos do violino e o Lage da banjola, dispensados Indio e Bernardino, vindos de fora dar ajuda, viu-se a Tuna quebrada, incapaz de ao povo alento dar e festas animar!…
Desaparecida a força aglutinadora do Grande Mestre, apenas, com muito jeito e "saber de experiência feito", Diamantino, como sempre, soprando lesto a flauta, punha tudo em rodopio e, em troca, nada querer. Tudo acabou pouco a pouco. Todo o grupo foi desfeito, mas outros foram nascendo em moldes diferentes e, no coração da gente, renasce a cada momento muito amor, muita saudade do que o povo foi capaz, tendo em vista um sublime e nobre ideal.
Hoje em dia, não existe qualquer tipo de género na Freguesia de Abraveses.

### Os Pauliteiritos de Abraveses
O Grupo Típico Regional e Infantil Os Pauliteiritos de Abraveses foi fundado há muitos anos e continua a ser um dos mensageiros do nome de Abraveses e região de Viseu, por terras de Portugal.
O seu irrequieto e cadenciado bater dos pauzinhos atrai, onde quer que atue, vintenas de olhares e ouvidos que procuram descobrir a magia de certeiros batimentos e pulinhos dados.
Foi o sr. Tenente Coronel António da Silva Simões que fundou este Grupo, com o intuito de ocupar saudavelmente o tempo livre dos meninos da freguesia.

### Rancho Folclórico
Bastantes anos mais tarde, outro agrupamento, criado na Casa do Povo, em moldes puramente folclóricos.
Depois de recolhido repertório local e tradicional da região, apresenta-se a público em Novembro de 1990, nas festas comemorativas do 1.º centenário da criação da Freguesia de Abraveses. desde então não deixaram seus elementos "dançantes", "cantantes" e "tocantes" de sentir o estímulo e apoio necessários a muito boas atuações nas deslocações havidas de norte a sul do país.
Entre a Casa do Povo e organismos similares tem-se estabelecido vivo intercâmbio, levando e recebendo, em permuta, o que de bom sentir e recordar em terras de Portugal.

### Grupos Cénicos
Na aproximação da época natalícia do Menino Jesus, as famílias procuram recordar e algo do que a tradição, grandes mestres, escultores e pintores fizeram chegar até nós. É também costume e de bom tom algumas associações criadas nesta freguesia levarem a efeito a representação, ao vivo, por elucidativo, de um pequeno auto de natal, contrariando o que se fazia com musgo e figurinhas de barro.

## Património
- Castro de Santa Luzia (antigo castelo);
- Igreja Matriz de Abravezes.

## Equipamentos
- Museu do Quartzo - Centro de Interpretação Galopim de Carvalho